# Unión (yerba mate)
Union - łagodna, naturalna argentyńska yerba mate. Produkowana przez Las Marias.
Występuje w następujących wersjach:
- Yerba mate Unión Suave Durazno - naturalna (listki i łodyżki) z kawałkami brzoskwini
- Yerba mate Unión Suave Manzana - naturalna (listki i łodyżki) z kawałkami zielonych jabłek
- Yerba mate Unión Suave Naranja - naturalna (listki i łodyżki) z kawałkami pomarańczy
- Yerba mate Unión Suave - naturalna (grubo cięta; listki i łodyżki)
- Yerba mate Unión Suave Bajo Contenido de Polvo - naturalna (bez pyłu; listki i łodyżki)